# Combat de Vitré
Chouannerie
Batailles
- Liffré
- 1re Argentré
- Expédition de Quiberon
- Plouharnel
- Quiberon
- Segré
- 1er Rocher de La Piochais
- La Ceriseraie
- La Cornuaille
- 1re La Croix-Avranchin
- La Vieuville
- Boucéel
- 1re Saint-James
- 2e Rocher de La Piochais
- 2e La Croix-Avranchin
- Auverné
- Andigné
- Croix-Couverte
- Tinchebray
- L'Auberge-neuve
- Locminé
- Saint-Hilaire-des-Landes
- Val de Préaux
- Le Grand-Celland
- 2e Argentré
- Noyant-la-Gravoyère
- La Hennerie
- Saint-Aubin-du-Cormier
- Le Mans
- Nantes
- Saint-Brieuc
- Le Lorey
- Mont-Guéhenno
- La Tour d'Elven
- 2e Saint-James
- Les Tombettes
- Pont du Loc'h

La combat de Vitré  se déroula le 19 mars 1793 à la suite d'une révolte paysanne contre la levée en masse lors de la Pré-Chouannerie.

## Combat
Le 19 mars les paysans se rassemblent à Chanteloup et La Chapelle-Erbrée, puis attaquent Vitré, mais là encore, les insurgés sont repoussés.

## Sources
- Roger Dupuy, La Bretagne sous la Révolution et l’Empire, 1789-1815, éditions Ouest-France université, Rennes, 2004
- Christian Le Boutellier, La Révolution dans le Pays de Fougères, Société archéologique et historique de l'arrondissement de Fougères, 1989